# Milekovo Selo
 Milekovo Selo  falu Horvátországban Krapina-Zagorje megyében. Közigazgatásilag Donja Stubicához tartozik.

## Fekvése
Zágrábtól 20 km-re északra, községközpontjától 2 km-re délkeletre a Horvát Zagorje területén a Medvednica parkerdő északi lejtőin a megye déli részén fekszik.

## Története
A településnek 1857-ben 132, 1910-ben 236 lakosa volt. Trianonig Zágráb vármegye Stubicai járásához tartozott.  2001-ben 131 lakosa volt.

## Külső hivatkozások
Donja Stubica város honlapja